# Csíkszentmihály község
Csíkszentmihály község (románul: Comuna Mihăileni) község Hargita megyében, Romániában. Központja Csíkszentmihály, beosztott falvai Ajnád, Lóvész, Vacsárcsi.

## Népessége
A 2011-es népszámlálás adatai alapján a község népessége 2644 fő volt.